# KRH Klinikum Siloah

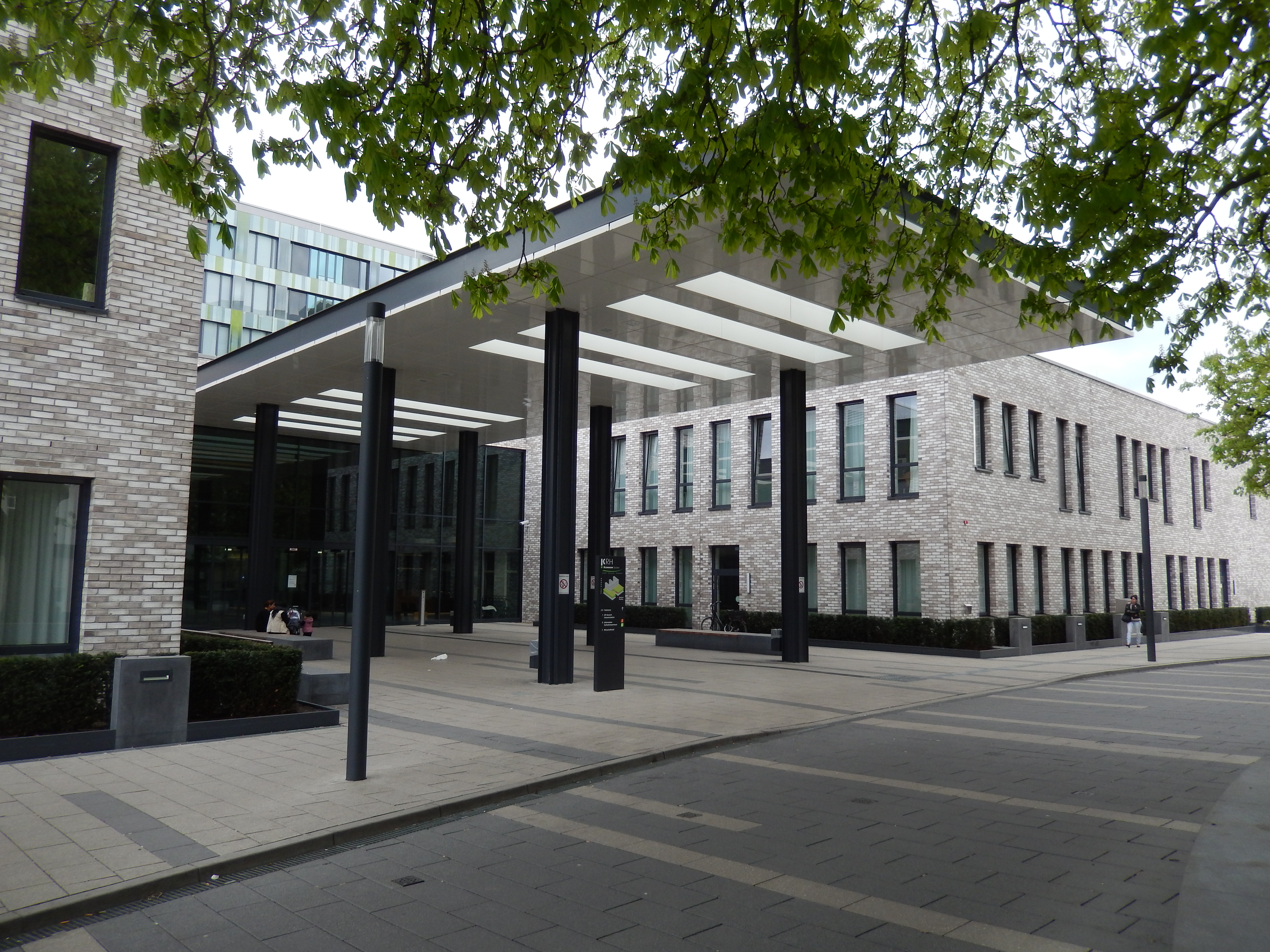
Eingangsbereich

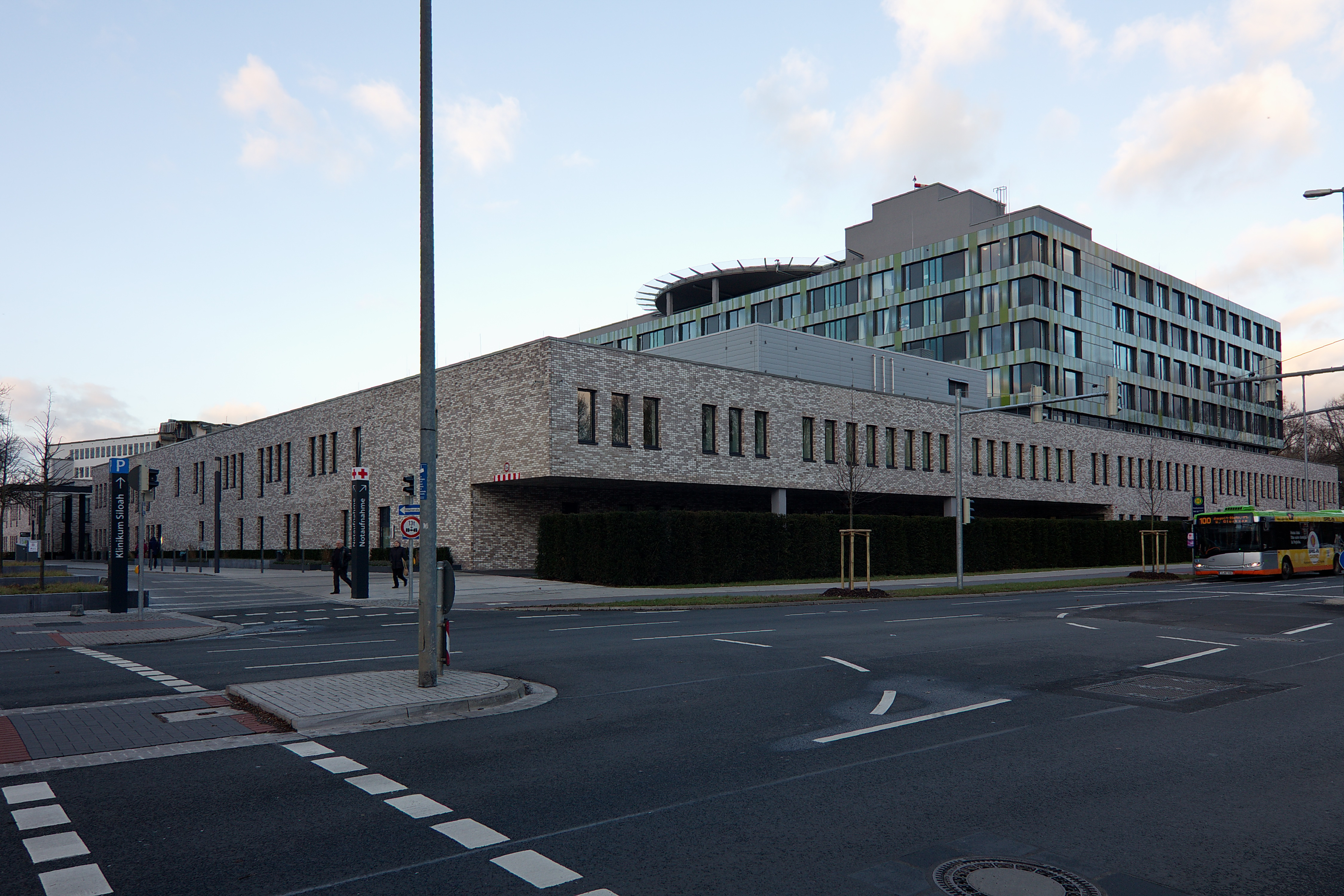
Das Gebäude von Südwesten

Das KRH Klinikum Siloah ist ein Krankenhaus im hannoverschen Stadtteil Linden-Süd. Das ursprünglich städtische Krankenhaus gehört zum kommunalen Krankenhausverbund Klinikum Region Hannover der Region Hannover. Das Siloah ist Akademisches Lehrkrankenhaus der Medizinischen Hochschule Hannover. Im September 2014 wurde das KRH Klinikum Siloah mit dem KRH Klinikum Oststadt-Heidehaus in einem Neubau an der Stadionbrücke 4 zusammengeführt und trug für einen Übergangszeitraum von zwei Jahren den Namen KRH Klinikum Siloah-Oststadt-Heidehaus. Seit 2016 trägt es wieder seinen ursprünglichen Namen.

## Geschichte

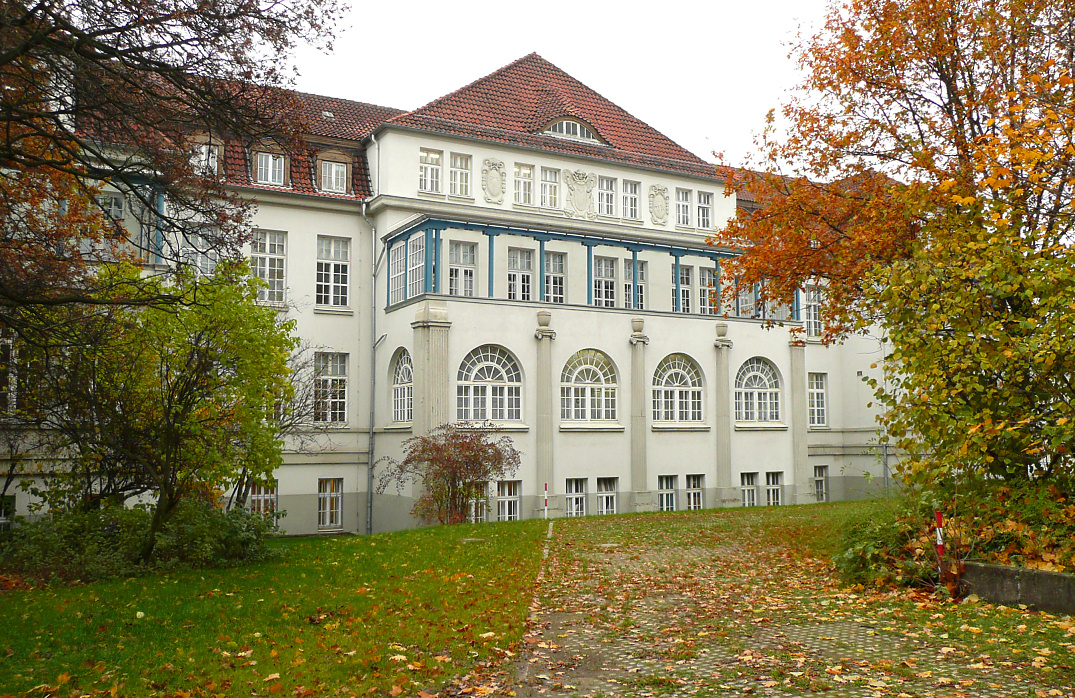
Denkmalgeschützter Altbau des Krankenhauses

Keimzelle des Krankenhauses war eine im Juni 1896 in der damals selbstständigen Stadt Linden in der Falkenstraße (Linden-Mitte) eröffnete Klinik. Es handelte sich um eine Art Poliklinik, bei der die Patienten zu Hause von Krankenschwestern des Henriettenstifts versorgt wurden. 
Als die Heimpflege nicht mehr den Anforderungen genügte, wurde am 30. Juni 1899 die Diakonissenstation Siloah zu Linden mit zehn Betten eingeweiht. Träger war der Verein „Poliklinik Linden mit Krankenstation Siloah“. Bis 1900 wurde die Klinik um 20 Betten erweitert. 
1907 kaufte die Stadt Linden ein Grundstück an der Petristraße für einen Krankenhausneubau. Das 70-Betten-Haus wurde am 23. Mai 1909 eingeweiht und später mehrfach erweitert. Das Krankenhaus wurde im April 1913 in die Trägerschaft der Stadt Linden übernommen. Es wurde um fünf Fachabteilungen (Augenheilkunde, Frauenheilkunde, HNO-Heilkunde, Urologie und Neurologie) erweitert. Ende des Ersten Weltkriegs hatte das Krankenhaus bereits 300 Betten. Durch die Eingemeindung der Stadt Linden nach Hannover im Jahr 1920 wurde die Stadt Hannover Trägerin des Krankenhauses.
In der Zeit des Nationalsozialismus hieß die Klinik Krankenhaus Ricklingen. Durch die Luftangriffe auf Hannover wurden im Zweiten Weltkrieg erhebliche Teile des Krankenhauses zerstört. Die 1945 vorhandene Bettenzahl von 280 konnte nur durch Überbelegung der Krankensäle erreicht werden. 

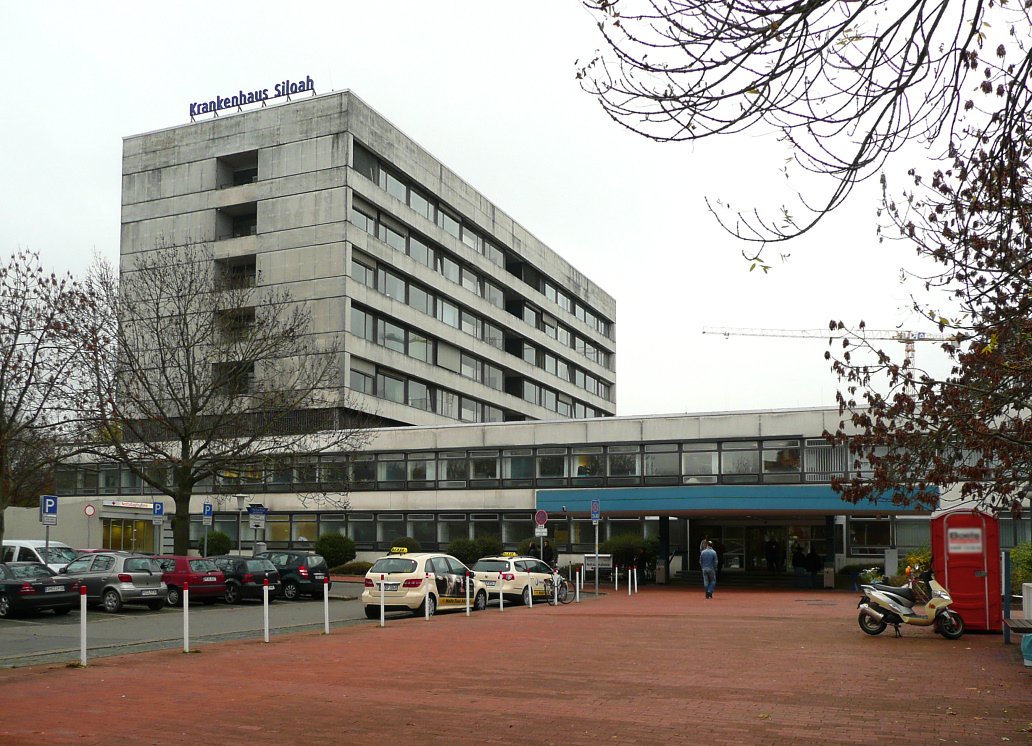
Eingang des ehemaligen Klinikum Siloah (2018 abgerissen)

Nach zweijähriger Bauzeit wurde 1957 ein Neubau eingeweiht, welcher die Abteilungen Innere Medizin und Chirurgie aufnahm. Die Bettenzahl erhöhte sich auf 434. Von 1966 bis 1969 entstand der Neubau der chirurgischen Klinik nebst weiterer Einrichtungen wie Bettenzentrale und Zentralküche. 1970 wurde das Siloah akademisches Lehrkrankenhaus der wenige Jahre zuvor gegründeten MHH.
1998 wurden alle Krankenhäuser der Stadt Hannover im neuen Eigenbetrieb Klinikum Hannover zusammengefasst. Das Krankenhaus nannte sich nun Klinikum Siloah. 2005 wurde es zusammen mit den anderen in der Trägerschaft der Region Hannover befindlichen Krankenhäusern in den kommunalen Krankenhausverbund Klinikum Region Hannover eingegliedert.
Das Gebäudeensemble an der Ritter-Brüning-Straße steht heute unter Denkmalschutz.

## Abteilungen
- Medizinische Klinik I: Gastroenterologie, Interventionelle Endoskopie
- Medizinische Klinik II: Kardiologie
- Medizinische Klinik III: Hämatologie, Onkologie
- Klinik für Viszeralchirurgie und Zentrum für Minimal-Invasive Chirurgie
- Urologische Klinik
- Klinik für Frauenheilkunde
- Klinik für Anästhesiologie und operative Intensivmedizin
- Palliativstation

Weitere Bereiche sind die Radiologie, die Zentrale Sonographie, das Onkologische Zentrum, das Uroonkologische Zentrum, das Prostata-, das Blasen-, das Nieren- und das Darmkrebszentrum sowie das Hernienzentrum. Das Zentrallabor und die Zentralapotheke sind für alle Krankenhäuser des Klinikums Region Hannover zuständig.
Am Klinikum Siloah ist das Notarzteinsatzfahrzeug NEF4 der Feuerwehr Hannover stationiert.
Im Jahr 2010 wurden 15.511 Patienten stationär und teilstationär behandelt bei einer durchschnittlichen Verweildauer von 6,2 Tagen. In der gleichen Zeit gab es 12.443 ambulante Fälle.

## Neubau

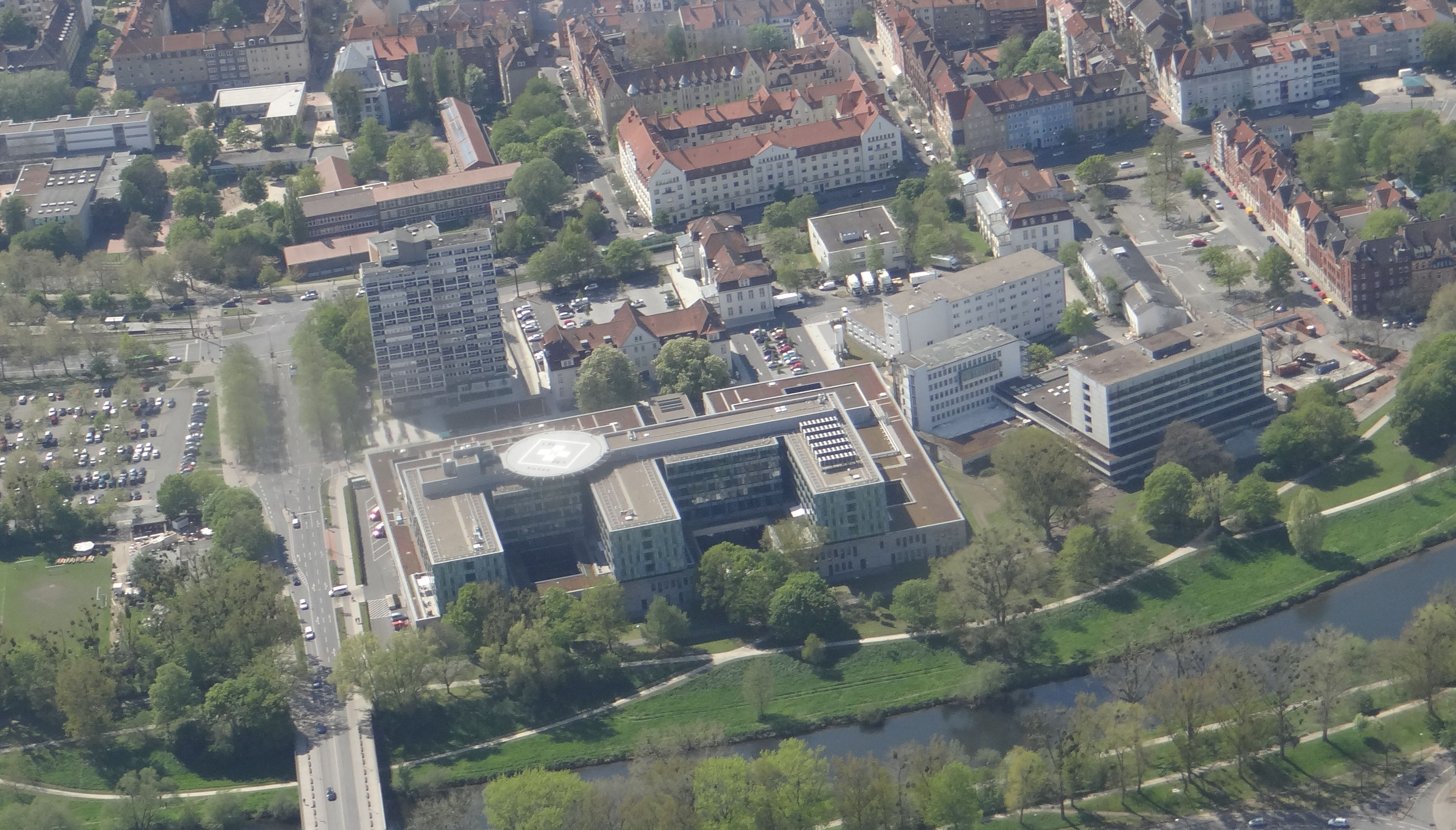
Luftbild im Mai 2016

Die Kliniken Oststadt-Heidehaus und Siloah wurden im September 2014 an einem gemeinsamen Standort zusammengelegt. Am 15. September 2010 war der Grundstein für den Neubau gelegt worden. Ursprünglich sollte das Krankenhaus bereits Mitte 2014 eröffnet werden. Die Baukosten betrugen 192,5 Millionen Euro.
Der Neubau wurde im südöstlichen Bereich des heutigen Klinikgeländes errichtet. Es entstanden 575 Betten, neun Operationssäle in einem zentralen Operationsbereich, eine interdisziplinäre Intensivabteilung mit 60 Betten, ein interdisziplinärer kardiologisch-radiologischer Interventionsbereich mit Linksherzkathetermessplätzen, eine interdisziplinäre Endoskopie, eine Pathologie und ein Labor.
Die hohe Instandhaltungskosten verursachenden Gebäude des Siloah aus den 1950er und 1960er Jahren werden nach dem Bezug des Neubaus sukzessive abgerissen. Die denkmalgeschützten Altbauten blieben erhalten und wurden in die Neubauplanung mit einbezogen. Hier wird die Verwaltung untergebracht. Die Hauptzugangsmöglichkeit für Besucher verlagerte sich durch den Neubau südlich zur Stadionbrücke, wo die gleichnamige Stadtbahnhaltestelle Anschluss an den öffentlichen Nahverkehr bietet.

## Persönlichkeiten
Der erste Ärztliche Direktor und Leiter der Chirurgie war Curt Roesebeck, der das Krankenhaus bis 1936 leitete. Nach ihm wurde Anfang der 1970er Jahre die Roesebeckstraße benannt, an welcher der Eingang des nunmehr geschlossenen Krankenhausesgebäudeteils lag.
- Klaus Reichel, Chefarzt 1975–1996